# 求人広告
求人広告（きゅうじんこうこく）とは、従業員（被雇用者、派遣、アルバイト、パート、委任、業務請負の非正規を含む）募集の広告のこと。

## 定義
求人広告は企業が各種のメディアに求人情報を掲載することである。有料と無料の求人広告が存在するが、無料・有料に関係なく求人広告については年齢、性別、出身などでの差別禁止、虚偽の労働条件の広告の禁止（職安法第65条第8号 6月以下の懲役又は30万円以下の罰金）、個人情報の管理義務などの取締り法規が存在する。

### 問題点
従来、有料求人広告そのものは職業安定法やILO条約96条の枠組みでは、厚生労働省の規制対象となるはずだが、法的にはグレー（違法とみられるが取り締まられていない）とされてきた。広告事業者の主張によれば、いわゆる求人広告として営業されているものは全て「求人情報の提供」であり、職業の斡旋・紹介ではない。しかし求人企業が雇用契約成立時に成功報酬として広告料金（一部の広告企業は年収のパーセンテージを広告料金として規定）を払うことや、求人情報サイトなどの目的が求人に固定し、特定された個人向けにおこなう褒賞金を前提とする広告委託契約を認める条文が関係法令・要領(慣行)にないため、以下のような違法行為、条約違反となる可能性がある。
- 労働紛争中（スト中）に求人広告を載せることが可能となる。(ILO96条第181号4条に抵触)[1]
- 労働者の個人情報が無許可の営利業者により管理される。（ILO96条第181号6条に抵触）[1]
- 職業を「商品」として取り扱う。（ILO憲章・フィラデルフィア宣言に抵触）[2]

- 無許可または許可範疇外の職業紹介（職業安定法64条に該当、1年以下の懲役など）及びその幇助・教唆罪。
- 無許可または許可範疇外の委託募集（職業安定法第36条に違反し1年以下の懲役又は100万円以下の罰）及びその幇助・教唆罪。
- 本来賃金に回されるべき現金資産が広告事業者により中間搾取（労働基準法6条に違反、1年以下の懲役など）されること及びその幇助・教唆罪。※中間搾取被害者による刑事告訴が可能。下記「罰則」の項目を参照。

職業安定法の条文上は民間職業紹介事業所（または職業紹介を扱う事業者）または、募集を第三者に委託する有料の委託募集は全て許可制であるが、いわゆる求人広告（特に最近のインターネットを主体とした求人広告）については条文に記載がないか、認められる範囲は従来の購読対象を求職者に固定しない新聞、雑誌などへの広告等（三行広告など）に限定されている。そのため求人情報サイト、求人情報誌は国内法・ILO条約的にはその解釈（行政慣行、取締り判断）における問題が存在する（リクルート事件と、下記のリクルート事件に関する項目を参照）。しかし求人広告の適法化についての新たな条文の立法は国会で議論がなされていない。
法解釈において求人情報誌、インターネット求人情報特化サイト（成果報酬型を含む）における求人広告が認められるために職業安定法を改定するには、ILO条約により「最も代表的な使用者団体及び労働者団体と協議した上で決定する」（つまり労政審などの場で議論を経る）ことが必要となる。

## 広告の手段
記録性や情報量の点から、主に新聞や折込チラシ、求人情報誌などの紙メディアが使われることが多く、放送メディアではほとんど行われていない。近年では、インターネットのウェブサイトで求人を載せることが多い。
日本では歴史的には新聞広告上の求人広告が端緒で、1970年代までは主に中途正社員を募集する目的で利用されることが多かった。
1980年代に入ると、アルバイト・パートなどの非正規雇用形態の求人情報が増加したため、募集地域を限定的に募集できる新聞チラシによる求人広告が増加。また「フロムエー」、「an」などの週刊誌型アルバイト・パート情報誌が利用されるようになる。中途正社員の募集媒体も新聞の三行広告ではなく、専門の求人情報誌「B-ing」、「とらばーゆ」、「DODA」、「SALIDA」などが中心となっていく。
1990年代後期の雑誌が売れない時代に突入以降、各求人情報誌事業会社は、相次いでフリーペーパーにスタイルを変更し、書店販売方式を取って来た雑誌型求人情報誌は相次いで廃刊していく。
しかし、フリーペーパースタイルへの変更は、求人広告ビジネスの大きな転換期となる。それまでトーハン、日販など書籍流通会社を経由しなければ、求人広告事業に参入できなかったが、フリーペーパー化によってその参入障壁が崩壊。さらにインターネットの登場によって、雨後の筍の如く参入業者が増加し、結果として求人情報の分散化が著しくなる。
この構造変化は、求人情報を検索する求職者と、求人情報が出会えないというミスマッチを生むことになる。また終身雇用の崩壊、非正規雇用型の求人ニーズの増加により求人情報数は増加傾向を続けており、その非正規雇用の供給源である若年層も減少したことから、ミスマッチは年々著しくなっている。
ミスマッチによって求人企業の採用コストは年々増加し続け、これに対抗する形で、新たな2010年前後になるとインターネット上での新しい広告手段が着目されるようになる。ひとつは「ジョブセンス」等に代表される採用課金型の求人情報サイトで、採用できた時に始めて費用が発生するスキームで、広告主のリスクを無くすことを目的としたモデルの登場である。また、外食産業における「フードバイトJP」のように、飲食店であれば無料で掲載できるが、利用者自身が原稿の入稿や宣伝活動を行うといったサイトも登場した。
新聞の三行広告以来長い間変わらなかった広告手段そのものが、インターネットの登場とともに大きく変貌し始めている。

### 広告料金の合理性と職業安定法
合理的に定められた定額の広告料金ではなく年収の一定の割合を徴収する広告事業者が存在するが、職業安定法64条（1年以下の懲役など）に該当するとの解釈が成り立つ。これは職業を商品として認めた行為として思料されるためであり、労働基準法6条の違反罪も同様に適用される可能性がある。

## メディア

### 新聞

#### 一般紙
一般紙の場合、日曜日の紙面に求人広告が多く掲載される。掲載内容としては、ホワイトカラーの職種が多く掲載されている傾向にあり、インターネットやフリーペーパーと違い情報の一覧性が魅力的である。
詳細については後述の求人情報誌や自社ウェブサイトを参照させたりして、細かく補足している場合も多い。

#### スポーツ新聞
スポーツ新聞や夕刊紙では、一般紙と対照的にタクシーの運転手や土木・建設、パチンコ店などといったブルーカラーの職種がほとんどであり、三行広告による求人広告が多い。スペースが限られているから用語の省略が多く、意味を知らない者が読むと暗号のようである。
例
- ユンボオペ…ユンボ（油圧ショベルの俗称）のオペレータ
- アパ有…アパートが有り
- 新団…新聞拡張団（新聞勧誘の仕事）
- 土工…土木工事

#### 新聞折込求人紙
一般紙に折り込まれる連合求人広告。日曜日の発行のものが多く、パート・アルバイト、正社員の募集を中心に多くの求人情報を掲載している。

### 求人情報誌
アルバイト、社員（正社員・契約社員）の募集が載っている雑誌。ドラッグストアやスーパー、コンビニなどに設置した無料のものも多い。

### インターネット
求人ポータルサイトや自社のウェブサイトに掲示される。求人ポータルサイトでは、職種や勤務地などの諸条件を容易に検索できる。
犯罪に絡む、いわゆる「闇バイト」の募集にはTwitterやInstagramといったSNSが多用されているが、2022年夏ごろには大手求人ポータルサイトが使われた例があった。ダミー会社の名前を用いるなどの手法で掲載審査をパスしていたとされる。

#### 求人情報サイトの宣伝広告
インターネットによる求人情報を提供する仕組みをテレビ、新聞などのメディアに宣伝広告することは職業紹介事業としての宣伝広告に該当する可能性がある。厚生労働省は
との見解を示しており、これらの行為は職業安定法64条（無許可の職業紹介事業行為、1年以下の懲役など）にあたるとしている。また事案によっては職業安定法65条や、労働基準法118条に該当する蓋然性がある。
宣伝広告としてはテレビ、新聞などの従来のメディアだけでなく、電子メールメッセージを通じた求人情報サイトからのメーリングリストの刊行物などもあり、規制対象は特定の対象に限定されない。

#### 求人情報サイトにおけるスカウト機能
求人情報サイトにおける無許可事業者のためのスカウト機能なども近年登場しており、違法な職業紹介・斡旋の区分に該当しうる新たな求人広告などが現れ、よりいっそう多様化しつつある。

#### 求人情報サイトの違法行為区分
求職者と求人企業のあいだにはいり求人広告業者が意思疎通や伝達行為等の連絡をする場合、厚生労働省の職業紹介または斡旋（職業安定法64条違反）の定義のうち「2情報提供事業者から求職者に対する求人情報に係る連絡又は求人者に対する求職者情報に係る連絡を行うこと。」に該当する。またILO条約96条などの日本が批准している国際条約に違反する可能性が高い。(上記の「定義」を参照)

### 放送
一般のCM枠では求人を主目的にした広告は、広告料の関係や保存性に欠ける放送メディアの特性もあってかほとんど行われない。実例としては自局の学卒見込み者を対象にしたエントリー開始を伝えるものや、タクシーやハイヤー、路線バスの運転手を募集するものが、運転中に聴取される機会の多いラジオのスポットCMで行われる程度である。

## 日本の法律での取り扱い

### 概要
職業安定法において、厚生労働大臣の許可を得ず就職・転職の斡旋をおこなう行為、または許可されている範疇外の斡旋は紹介行為にあたるため、職業安定法64条（1年以下の懲役又は100万円以下）の罰則に該当する。
しかし（厚生）労働省はリクルート事件前後に大きく省内の指導要領を変更し、従前では違法行為としてきた行為を推認するようになった。現在では職業安定法の条文に全く記載のない職業紹介の区分の基準とされる定義をつかい職安法の条文にはない指導をしている。これらの基準にあてはまらないものは職業斡旋ではないというのが厚生労働省の公式な立場ではあるが、立法によらない行政による監督・指導は民主的ではなく、ILO条約批准により立法制約があることを考慮においても法治国家の体裁さえないとの批判がある。

### 職業紹介事業の許可制の趣旨と求人広告の矛盾
手数料を受け取って職業紹介を行う有料職業紹介事業は職業安定法と労働基準法により、中間搾取を防止するため禁止されており、職業の斡旋行為は原則として禁止されるものである。しかし需給機能を強化するため、日本が批准しているILO条約の関係号に則り、適正な事業運営（資本要件、紹介責任者の配置）、個人情報の管理（事務所要件）、求人情報の正確性、公共職業安定所の機能保全などを前提条件として厚生労働大臣による営業許可を得る（中間搾取の禁止から除外）ことができるものとしている。労働者需給機能についてILOは
としており、職業紹介業が中間搾取違反の除外となる要件として労働者保護を上げている。また職業の斡旋には国内法で規制することを第3条で義務付けている。
第4条では労働者の募集時に団体交渉権などを阻害しないように、いわゆる職業紹介行為をする事業者に対し規制を設けることとしている。
しかし労働紛争中や労働問題如何に係わらず募集ができる求人広告により、労働者保護は有名無実化しており、本来公共職業安定所が果たすべき機能をILO条文の第3条に則った国内法または慣行によって規制されていない業種の求人広告が代行する形をとっている。また求人広告業者は第4条の団体交渉権についても規制を受けていない。

### リクルート事件に発展した求人広告の規制強化方針とその影響
現行法では求人情報・求職者情報提供が職業安定法第4条第1項に規定する「職業紹介」に該当する蓋然性がある。昭和58年の労働省の違法取締り強化を受けて、リクルート事件が発生し、当時の労働省のトップである事務次官が逮捕されるまでになり、朝日新聞の報道では事件の全貌を
としている。
労働省からの逮捕者は
1. 鹿野茂（元労働省職安局業務指導課長、収賄）
2. 加藤孝（元労働事務次官、収賄）

が出ている。皮肉なことに、事件の余波として収賄は立件されたが、取り締まり強化は実現しなかった。

## 罰則

### 虚偽または誇大な労働条件の明示
虚偽の広告をなし、又は虚偽の条件を呈示して労働者の募集を行った者、又はこれらに従事した者は
- 職業安定法第65条第8号により6月以下の懲役又は30万円以下の罰金に処せられる[6]

求人企業の代表者（社長等の取締役）、広告事業者の代表者、人事・業務担当者などの虚偽に加担したものと最終責任者に対して刑事告発をおこなうことができる。
2014年にハローワークに掲載された求人広告を対象とした実態調査では、固定残業制を標榜する求人180件のうち、77%の139件に違法の疑いがあることが指摘された。

### 無許可または許可範囲外の有料委託募集
事業主による直接募集または直接の求人（店舗の貼紙などに限定）については規制（建設労働者は例外）はないが、委託募集については許可制としている。これは褒賞金を目当てにした事業者による中間搾取や、虚偽または不正確な労働条件の明示をする無責任、無計画な委託募集がおこなわれやすかったからとされている。
委託募集の定義は
とされ、第三者に募集を従事させる実態があれば該当する。広告契約は民法上、委託または請負に該当するが、委託契約という形態によって委託募集と判断されるわけではない。テレビ、ラジオ、新聞、有線放送、インターネットなどで
などの刊行物掲載は原則自由である「文書募集」にあたる。しかし実態として「不特定多数の者に対して配付する」ことに該当しない募集（求人情報を配布するメディアが求人広告だけを受け付ける募集、特定業種・特定資格保持者に特化する募集、採用に応じた成果報酬制の募集）の場合は、単なる一般広告媒体の利用ではなく委託募集と認定できる蓋然性があるため、違法な委託募集にあたる可能性がある。委託・請負契約について労働者を採用した際に報酬が支払われるなど刊行物掲載（文書募集）の域を超えた褒賞金制とする場合は、不特定多数への配布であっても、「被用者以外の者をして労働者の募集に従事させる」との定義と条文の趣旨には該当しており、委託募集の許可が必要となる。
職業安定法の条文には
とあり、これに違反したものの罰則には
- 職業安定法第36条に違反し1年以下の懲役又は100万円以下の罰に処せられる（職業安定法第64条第6号）
- 労働基準法第6条（中間搾取排除）に違反し1年以下の懲役又は50万円以下の罰金に処せられる（労働基準法第13章第118条）

などがある。無許可の有料委託募集は、中間搾取にあたるため中間搾取排除違反罪を構成する。許可範囲外についても該当する職安法の罰則が規定されている。
職安法36条違反は地方検察にたいし刑事告発、労基法4条違反においては被害者本人による労働基準監督署への刑事告訴（中間搾取被害が成立するため）により対処できる。労働基準法の告訴においては、広告事業者の代表者に中間搾取排除違反罪、求人企業の代表者等の役員に幇助罪（ごくまれに教唆罪）が適用可能である。告訴受理後、被告訴人と金銭的補償を含む和解も可能である。
許可・届出については労働者募集業務取扱要領　厚生労働省を参照。

### 無許可の職業紹介・斡旋
- 職業安定法第4条に違反し職業安定法64条（1年以下の懲役又は100万円以下の罰金）に該当
- 労働基準法第6条（中間搾取排除）に違反し1年以下の懲役又は50万円以下の罰金に処せられる（労働基準法第13章第118条）

などがある。無許可の職業紹介は中間搾取にあたるため中間搾取排除違反罪を構成する。
職安法4条違反は地方検察にたいし刑事告発、労基法6条違反においては被害者本人による労働基準監督署への刑事告訴（中間搾取被害が成立するため）により対処できる。労働基準法の告訴においては、広告事業者の代表者に中間搾取排除違反罪、求人企業の代表者等の役員に幇助罪（ごくまれに教唆罪）が適用可能である。告訴受理後、被告訴人と金銭的補償を含む和解も可能である。